# NGC 380
NGC 380 је елиптична галаксија у сазвежђу Рибе која се налази на NGC листи објеката дубоког неба.
Деклинација објекта је + 32° 28' 58" а ректасцензија 1h 7m 17,6s. Привидна величина (магнитуда) објекта NGC 380 износи 12,6 а фотографска магнитуда 13,6. Налази се на удаљености од 64,025 милиона парсека од Сунца. NGC 380 је још познат и под ознакама UGC 682, MCG 5-3-51, CGCG 501-81, ARP 331, VV 193, 4ZW 38, Z 0104.5+3213, PGC 3969.